# Ferenc Stobbe
Ferenc Stobbe, né le 1er décembre 1864 et mort le 24 septembre 1916, est un entraîneur de football hongrois.

## Biographie
Considéré comme l'un des pionniers du football en Hongrie, Ferenc Stobbe arbitre de nombreux matchs en Hongrie de 1896 à 1916, au sein du championnat de Hongrie.
Lors de sa carrière d'entraîneur, Ferenc Stobbe ne semble diriger que la sélection nationale hongroise. Il réalise deux mandats à la tête de l'équipe nationale (1904-1905 et 1907-1908), pour un total de neuf matchs.